# Kodrąb (województwo zachodniopomorskie)
Kodrąb (niem. Codram, 1937–45: Kodram) – wieś w północno-zachodniej Polsce, położona w województwie zachodniopomorskim, w powiecie kamieńskim, w gminie Wolin, na Obniżeniu Kodrąbskim.
Według danych z 2021 roku wieś miała 148 mieszkańców.

## Położenie

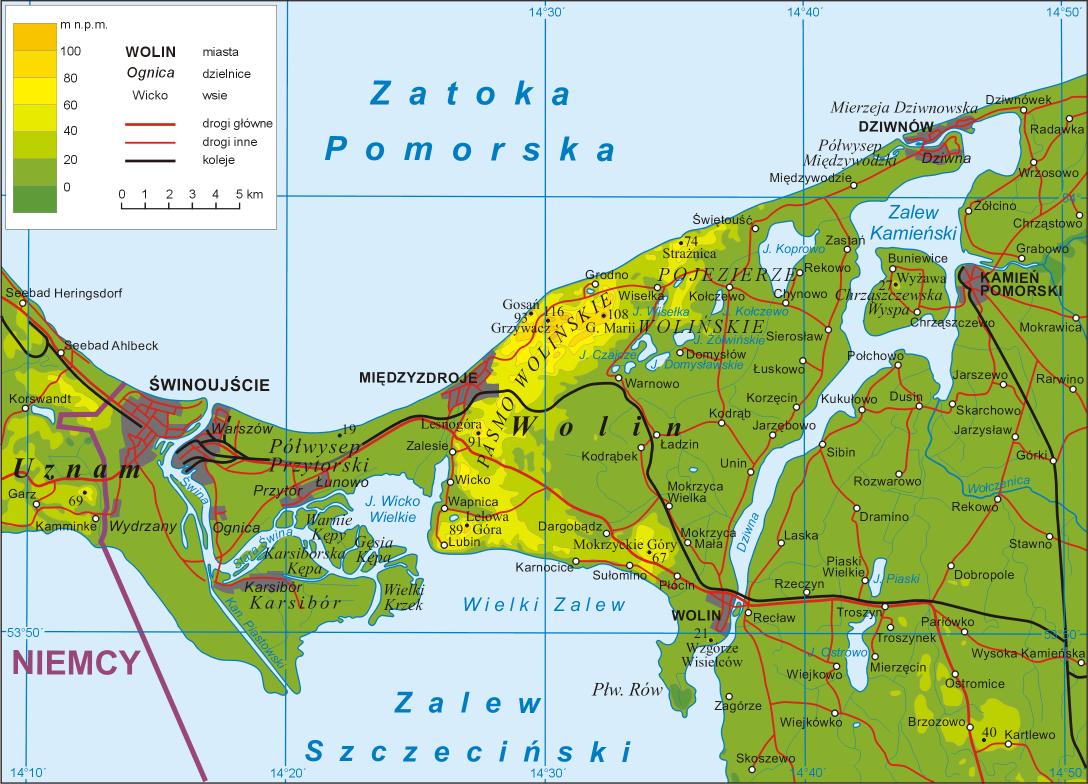
Mapa wyspy Wolin z zaznaczonym Kodrąbiem

Miejscowość leży przy lokalnej drodze Wolin – Unin – Kołczewo, około 8 km na północ od Wolina.
W 2007 roku do Kodrąba przyłączono przysiółek Uninek.

## Historia
Pierwsze ślady osadnictwa pochodzą z neolitu. Dawniej były tutaj przynajmniej trzy osady z epoki młodszego brązu oraz okresu kultury łużyckiej. Istniało również przynajmniej sześć osad z okresu od IX do XII wieku.
Pierwsza wzmianka o wsi pochodzi z czasu kiedy – tak jak sąsiednie Domysłów i Ładzin – była pod panowaniem rodu Kagen tj. z roku 1477. 
Wraz ze śmiercią ostatniego potomka rodu Kagen wieś stała się własnością księcia pomorskiego. Zarządcą został wójt v. Puttkamer. Po wymarciu Gryfitów dobra przeszły pod panowanie państwa i podlegały Wolinowi. 
Z pisemnych źródeł wiadomo, że w roku 1560 osada liczyła 14 chłopów i 5 parobków.
We wsi znajdują się znaczne pokłady gliny, dlatego w XVII wieku istniała we wsi cegielnia (wspomniana w 1686). Produkowała ona na potrzeby okolicznych wiosek od 15 000 do 20 000 cegieł rocznie. Cegielnia została rozbudowana w roku 1799 przez dzierżawcę z Wolina – Ferno. Dawała ona utrzymanie mieszkańcom Kodrąbia i okolicznych wsi. 
W latach 1946–1998 miejscowość administracyjnie należała do województwa szczecińskiego.

## Edukacja
Dawniej we wsi znajdowała się szkoła. Dzisiaj dzieci z Kodrąbia uczęszczają do szkoły podstawowej w Ładzinie.